# Pasqual d’Aragó-Cardona-Córdoba i Fernández de Córdoba
Pasqual d'Aragó-Cardona-Córdoba i Fernández de Córdoba (Mataró, 1626-Madrid, 1677) també conegut com a Pasqual Fernández de Córdoba i Aragó, va ser un religiós català, president del Consell d'Aragó i arquebisbe de Toledo.

## Biografia
Era fill d'Enric d'Aragó, cinquè duc de Sogorb i sisè de Cardona. Va estudiar a la Universitat de Salamanca, on va ocupar la càtedra d'institucions canòniques el 1649. De la seva carrera eclesiàstica, el 1647 esdevé canonge de la catedral de Toledo i ardiaca de Talavera. El 1651 va ser promotor fiscal de la inquisició i, dos anys després regent de Catalunya al consell d'Aragó.
El 1655 va ser ordenat sacerdot i nomenat cardenal de la corona el 1660. Traslladat a Roma, allà hagué d'intervenir en l'enfrontament entre Lluís XIV i el Papa, per la qüestió de la immunitat diplomàtica. Entre 1664-1666 va ser virrei interí de Nàpols després de la revolta de Tommaso Aniello.
Finalment, el 1665 va ser nomenat inquisidor general d'Espanya i, el 1666, arquebisbe de Toledo, càrrec que ocupà fins a la seva mort el 1677. Durant aquest període va estar implicat en les qüestions de Juan Everardo Nithard, a qui ordenà finalment sortir de Madrid, i en les de Joan Josep d'Àustria i el privat Fernando de Valenzuela, als quals va fer front en nom de la reina Maria Anna d'Àustria. Poc abans de la seva mort es va retirar a Aranjuez.